# Гуркіт грому (фільм)
«Гуркіт грому» (ICTV — «І пролунав грім», 2+2 — «І гримнув грім» англ. A Sound of Thunder) — науково-фантастичний трилер 2005 р. режисера Пітера Гаємса. Випуск фільму був запланований спочатку на 2002 рік, але через повені в Празі та фінансові труднощі, у тому числі банкрутство компанії під час пост-продакшину, його відклали. «Гуркіт грому» заснований на оповіданні Рея Бредбері «Гуркіт грому» (1952). Фільм розповідає про «туристів у часі», які випадково й необережно втручаються в минуле, повністю змінюючи сьогодення.

## Сюжет
В 2055 році туристів відправляють на полювання в минуле: любителі екстремальних розваг можуть відправитися на машині часу в доісторичну епоху, щоб пополювати на динозаврів. Проте подібні сафарі мають жорсткі правила: нічого не залишати після себе, нічого не брати з собою назад, і нічого не змінювати в минулому. Подорожі в минуле суворо контролюються спеціально створеним для цього Федеральним агентством управління часом. Цілі для туристів обираються таким чином, що вбиті динозаври все одно за кілька хвилин загинуть від природних катастроф, а кулі виготовляються з замороженого азоту, тому випаровуються після влучання.
Гід Трейвіс Райєр чує припущення, що насправді «безпечні» подорожі теж трохи змінюють сучасність. По поверненню з чергового завдання він розкриває винахідниці машини часу Соні Ренд, що збирає в минулому зразки ДНК вимерлих тварин. Згодом в лабораторії з вивчення динозаврів через необачність працівника ламається зброя, що дістається Трейвісу на наступному полюванні.
Виведена з ладу рушниця не спрацьовує, тому динозавра не вдається вбити за планом. Повернувшись з сафарі, група виявляє, що світ дещо відрізняється від того, звідки вони відправилися. Спочатку теплішає клімат, а потім Трейвіс виявляє в місті незнайомі рослини. Нова група, яка вирушила в минуле, знаходить динозавра вже загрузлим у болоті, чомусь прибувши на 5 хвилин пізніше.
На 2055 рік накочуються «хвилі часу», кожна з яких приносить зміни у вигляді нових видів тварин і рослин, які до невпізнаваності змінюють реальність. Вдається з'ясувати, що один турист зійшов зі стежки, і випадково роздушив метелика, чим і викликав катастрофічні зміни майбутнього. Члени експедиції спільно з Сонею Ренд розробляють план — перекинути Тревіса в минуле на кілька секунд раніше того моменту, як метелик буде вбитий. Чергова «хвиля часу» стирає з 2055 самих людей, замінюючи їх на амфібій, але Трейвіс встигає все виправити. Запис на відеокамері з двійником Райєра залишається єдиним доказом зміни історії.

## Ролі
- Едвард Бернс — Тревіс Райєр
- Кетрін Маккормак — Соня Ренд
- Бен Кінгслі — Чарльз Хаттон
- Джемайма Рупер — Дженні Красі
- Девід Оєлово — Маркус Пейн
- Вілфрід Хочхолдінгер — доктор Лукас
- Огест Зірнер — Клей Дерріс
- Корі Джонсон — Христіан Міддлтон
- Хайке Макач — Алісія Волленбек
- Армін Роде — Джон Волленбек
- Вільям Армстронг — Тед Екелс

## Виробництво
Теглайни:
- «Розвивайся або помри».
- «Деякі правила ніколи не повинні бути порушені».[4]

### Сценарій
Фільм заснований на короткому оповіданні «Гуркіт грому» письменника-фантаста Рея Бредбері.
Проект екранізації однойменного оповідання Бредбері анонсували в 2001 році. Планували, що режисером стане Ренні Харлін, а головну роль зіграє Пірс Броснан. Кіноадаптацію хотіли знімати в Монреалі. Проте Харлін був звільнений з процесу виробництва, тому що зробив творче рішення, яке залишило Рея Бредбері дуже незадоволеним. Продюсери вирішили підтримати Бредбері. Пізніше і Броснан покинув проект, а його замінив Едвард Бернс.

### Зйомки
Виробництво сповільнилося, коли сильні повені влітку 2002 року в Чехії завдали значної шкоди.
Фільм спочатку планували випустити в 2003 році.
Однією з основних причин тривалої затримки проекту є те, що компанія оригінального виробництва збанкрутувала під час пост-продакшну, і просто не було грошей, щоб закінчити фільм.

### Алюзії
Супермаркет Spota є посиланням на прізвище дружини режисера Пітера Хайямса.
Коли Хеттон (грає Бен Кінгслі) приймає своїх клієнтів після їх сафарі в часі, він любить порівнювати їх з великими дослідниками: Марко Поло, Колумб, Армстронг… і він також говорить «як Брубейкер на Марсі», згадуючи минуле (минуле для нього) підкорення Червоної планети. Брубейкер — ім'я командира експедиції на Марс у фільмі Козеріг один (1977), режисером є Пітер Хайямс.
Абревіатура T.A.M.I. розшифровується як «Time Alteration Manipulator Interface».

### Неточності
Згідно з сюжетом група туристів повернулася назад у часі на 65 млн років, де вони зазнають нападу аллозавра. Насправді аллозаври жили в юрському періоді, який закінчився 145 млн років тому.
Комаха, на яку наступив Міддлтон, не метелик, а міль (Automeris io). Комаха на обкладинці фільму також міль, тільки інша — Чорна відьма (Ascalapha Odorata).
Поведінка води у сцені про тунель неправильна. Бульбашки фізично не можуть так створюватися, оскільки вікна поїзда були під кутом вгору.
За сюжетом, кожна група туристів у часі стрибає в той же момент в минулому (5 хвилин до виверження вулкана). Апріорі це неможливо через часовий парадокс, тому що команди зустрілися би рано чи пізно. З іншого боку, можливо, це просте узагальнення, якщо є багато вулканів і потенційних вивержень.
Навіть враховуючи руйнівну можливість часових парадоксів, міль, на яку наступив Міддлтон, все одно була би знищена пірокластичним вулканічним потоком. І в оригінальній часовій лінії це не було руйнівною подією.
Фільм надмірно вільно вимогливий щодо того, як подія змінює час. Наприклад, будь-який звук, видаваний кулями, голосами, кроками тощо під час подорожі групи туристів повинен також спричиняти зміни дикої природи. Але цього чомусь не відбувається.
Після того, як Соня запитує Тревіса, що минуло 24 години з моменту його останнього стрибка, і він відповідає «так», вона протирає вікно, щоб показати йому появу часової хвилі. Але обґрунтованих підстав для таких припущень немає, а інші хвилі виникають і за коротші проміжки часу.
Коли вугроподібний монстр вперше з'являється перед глядачем у повній формі і плаває уздовж поверхні води в затопленому тунелі метро, він не створює ні найменшої брижі чи хвилі. Насправді він продукт комп'ютерної графіки, і кінематографісти не врахували його взаємодію з навколишнім середовищем, коли додали його у сцену.
У фільмі присутні прогалини з точки зору фізики. Коли Тревіс падає з поверху обсерваторії на підлогу, він дивним чином цілий. У реальності це йому коштувало б серйозних травм і переломів. Пізніше присутня абсурдніша сцена, коли Тревіс і Ренд вистрибують на бігу з обсерваторії. І тільки дерево, про яке вони не знали, рятує їх від неминучої смерті внаслідок сили тяжіння. До речі, гілки дерева, з якими зіштовхуються головні герої, виглядають явно підпиляними, а не зламаними.

## Сприйняття
Рейтинг на IMDb — 4,2/10. Середня оцінка критиків на Metacritic — 24/100.
Роджер Еберт відгукнувся, що фільм зроблений недбало, його спецефекти непереконливі, а деякі діалоги кричуще безглузді. До того ж сюжет має чимало ляпів.
Згідно з Синтією Фукс із Common Sense Media, «Нікчемний на всіх рівнях, „Гуркіт грому“ має слабку передумову, абсурдний сюжет і пронизаний кліше». Фільм характеризувався як «жахливо бездарний».

### Касові збори
Через негативні відгуки та відсутність реклами касові збори лише $1,9 млн в США та $9,7 млн в інших країнах на загальну суму $11,6 млн доларів США.